# Mike Nerkust
Mike Nerkust is een Surinaams bestuurder. Hij was van 2011 tot 2017 districtscommissaris van Paramaribo-Zuidwest en daarna tot 2020 van Noordoost.

## Biografie
Na het behalen van zijn graad van Bachelor of Laws was Nerkust verbonden aan de Democracy Unit. Vervolgens liep hij in 2011 twee maanden stage bij districtscommissaris (dc) Roline Samsoedien en werd hij medio augustus benoemd tot dc van Paramaribo-Zuidwest. De voordracht werd gedaan door John Nasibdar van Nieuw Suriname (NS), dat tijdens de verkiezingen van 2010 deel uitmaakte van de Megacombinatie. Gezien Nerkust geen partijlid was, viel zijn benoeming in slechte aarde bij de NS-parlementsleden Prem Lachman en Harish Monorath. Monorath verweet partijleider Nasibdar daarom vriendjespolitiek. De benoeming van Nerkust groeide uit tot een partijcrisis binnen NS, waarbij president Desi Bouterse dreigde de NS uit de coalitie te zetten. Eind oktober trad Nerkust definitief in dienst als dc.
In april 2014, toen Pertjajah Luhur uit de coalitie gezet werd en Ingrid Karta-Bink haar functie als dc van Commewijne verloor, was Nerkust ernaast haar vervanger tot Remi Pollack haar in juni opvolgde. Ook was hij tijdens de reshuffling van dc's van juni tot november 2016 de vervanger van Yvonne Pinas in Brokopondo. Bij een reshuffling in 2017 nam Remi Pollack het roer van hem over in Paramaribo-Zuidwest en volgde Nerkust Jerry Miranda op in Noordoost.
Tijdens de verkiezingen van 2020 was Nerkust voorzitter van het hoofdstembureau van Paramaribo. Na het aantreden van het kabinet-Santokhi zou hij eerst gehandhaafd worden op zijn positie. Na protest uit de gelederen van de regeringspartijen werd hij echter alsnog uit zijn functie ontheven. Hij werd opgevolgd door Ricardo Bhola.